# Kinoko Nasu
Kinoko Nasu (奈須 きのこ, Nasu Kinoko) é um autor japonês, mais conhecido por escrever o livro Kara no Kyoukai e as visual novels mundialmente conhecidas Tsukihime e Fate/Stay Night. Reconhecido por um estilo único de contar histórias e prosa, Nasu está entre os romancistas mais proeminentes e visual novelistas no Japão.

## Biografia
Nascido em 28 de novembro de 1973. Nasu justamente com seu colega e amigo do ensino médio Takashi Takeuchi, fundou a Type-Moon no ano 2000, originalmente como um grupo dōjin soft, para criar a visual novel Tsukihime. que logo ganhou imensa popularidade, na qual muito do que é atribuído ao estilo único de Nasu de contar histórias se encontra. A seqüência de Tsukihime, Kagetsu Tohya, foi lançada em agosto de 2001.
Após o sucesso de Tsukihime, a Type-Moon se tornou uma organização comercial. Em 28 de janeiro de 2004, a Type-Moon lançou a visual novel Fate/Stay Night, também escrita por Nasu, que fez imenso sucesso, inclusive em ambiente internacional, tornando-se um dos visual novels mais populares no dia do seu lançamento e permanecendo no primeiro lugar de vendas por vários meses. A seqüencia de Fate/Stay Night, Fate/Hollow Ataraxia, foi lançada em 28 de outubro de 2005. Ambas as obras de Nasu Kinoko (Tsukihime e Fate) foram adaptados para os bastante populares mangás e séries anime, as quais fazem parte do mesmo universo, sendo um crossover (denominado pelos fãs como "Nasuverse").

## Obras
Entre as obras mais cedo Nasu são o romance Kara no Kyoukai, lançado originalmente em 1998, reimpresso em 2004 e adaptado para anime em 2007, Angel Notes, Mahou Tsukai no Yoru e Koori no Hana.
Nasu foi o autor o seguinte:
Romances
- Kara no Kyoukai: também conhecido como Garden of Sinners (Jardim dos Pecadores), originalmente lançado em 1998 e reimpresso em 2004. Também foi relançado em formato de três volumes com novas ilustrações em 2007.
- Angel Notes
- Mahou Tsukai no Yoru
- Koori no Hana (氷の花, lit. Flores de Gelo)
- Decoration Disorder Disconnection

Visual Novels
- Tsukihime
- Kagetsu Tohya
- Fate/stay Night
- Fate/Hollow Ataraxia

Outros
- Melty Blood: Um jogo de luta 2D baseado em Tsukihime, lançado em dezembro de 2002. oferece um extenso Story Mode, que é essencialmente uma visual novel, onde ramos história são escolhidos com base no resultado das batalhas. Nasu também escreve o diálogo do Modo Arcade, que foi destaque em Melty Blood ReACT, lançado em maio de 2004.
- 428: Fuusa Sareta Shibuya De: Nasu escreveu um cenário especial para este jogo de Nintendo Wii, com seu colega cofundador da Type-Moon Takashi Takeuchi, que fornecendo o design dos personagens. Este cenário foi posteriormente adaptado em um anime, Canaan.